# Yun Young-sun
Yun Young-sun (* 4. Oktober 1988 in Yongin) ist ein südkoreanischer Fußballspieler.

## Karriere

### Klub
Nach Stationen in Schul- als auch Universitätsmannschaften wechselte er Anfang 2010 in den Kader des Seongnam FC, mit diesen gewann er die AFC Champions League 2010 und stand später auch im Kader der Klub-WM 2010, später gewann er mit seinem Team noch zwei Mal den Pokal. Hier verblieb er dann ununterbrochen bis Juli 2016, wo er bis April 2018 zu Sangju Sangmu verliehen wurde. Nach seiner Rückkehr verblieb er noch ein halbes Jahr bei seinem Stammklub und wechselte danach zu Ulsan Hyundai. Im Sommer 2020 wurde hier dann wiederum bis zum Ende des Jahres zum FC Seoul verliehen. Seit Anfang Januar 2021 steht er beim Suwon FC unter Vertrag.

### Nationalmannschaft
Sein erstes bekanntes Spiel für die südkoreanische Nationalmannschaft absolvierte er am 17. November 2015 bei einem 5:0-Sieg über Laos während der Qualifikation für die Weltmeisterschaft 2018. Danach war sein nächster Einsatz erst am 16. Dezember 2017 in einem Spiel der Ostasienmeisterschaft 2017, bei der seine Mannschaft am Ende den Titel gewann.
Im Verlauf des Jahres 2018 kam er dann in mehreren Freundschaftsspielen zum Einsatz und wurde schließlich auch in den Kader für die Weltmeisterschaft 2018 berufen. Hier bekam er jedoch nur in dem letzten Gruppenspiel gegen Deutschland Einsatzzeit. Danach bekam er bis heute keinerlei Einsätze im Nationaldress mehr.